# Jean Adair
Pour les articles homonymes, voir Adair et McNaughton.
 (août 2025).
Si vous disposez d'ouvrages ou d'articles de référence ou si vous connaissez des sites web de qualité traitant du thème abordé ici, merci de compléter l'article en donnant les références utiles à sa vérifiabilité et en les liant à la section « Notes et références ».
Jean Adair (parfois créditée Jennet Adair) est une actrice canadienne, de son vrai nom Violet McNaughton, née à Hamilton (Ontario, Canada) le 13 juin 1873, décédée à New York (État de New York, États-Unis) le 11 mai 1953.

## Biographie

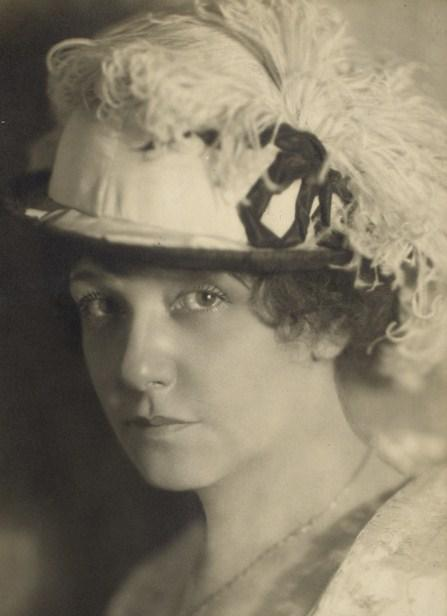
Vers 1910

Installée aux États-Unis, Jean Adair débute au théâtre à Broadway (New York) sous le pseudonyme de Jean Adair, effectuant un remplacement en 1910, avant de s'y produire régulièrement entre 1922 et 1953, dans des pièces surtout, mais aussi dans une comédie musicale (en 1933-1934). Son rôle le mieux connu est sans doute celui de Martha Brewster, dans la pièce de Joseph Kesselring Arsenic et Vieilles Dentelles, qu'elle crée à Broadway en 1941, aux côtés notamment de Josephine Hull (Abby Brewster), John Alexander (Teddy Brewster), Allyn Joslyn (Mortimer Brewster) et Boris Karloff (Jonathan Brewster). Représentée 1 444 fois jusqu'en 1944, la pièce est adaptée au cinéma cette dernière année, avec Adair, Hull et Alexander reprenant leurs rôles, Joslyn et Karloff étant remplacés respectivement par Cary Grant et Raymond Massey.
Hormis ce film bien connu de Frank Capra, Jean Adair, accaparée par sa carrière au théâtre,  n'apparaît au cinéma que dans quatre autres films américains, le premier en 1933 — un petit rôle non crédité —, deux (musicaux) en 1947, le dernier en 1948 (La Cité sans voiles de Jules Dassin, là encore dans un petit rôle non crédité). Elle collabore également à quatre séries télévisées, en 1951 et 1952.
Sa dernière pièce à Broadway est Les Sorcières de Salem d'Arthur Miller, jouée de janvier à juillet 1953. Elle est donc remplacée en cours de production, sa mort survenant en mai de la même année.

## Théâtre (à Broadway)
Pièces, sauf mention contraire
- 1910 : Mother de Jules Eckert Goodman  (remplacement)
- 1922 : It's a Boy ! de William Anthony McGuire
- 1926 : The Jay Walker d'Olga Printzlau
- 1926 : Devils de Daniel N. Rubin, avec (et mise en scène par) John Cromwell
- 1926 : The Good Fellow de George S. Kaufman et Herman J. Mankiewicz, mise en scène par Howard Lindsay et George S. Kaufman, avec Walter Baldwin, Victor Kilian
- 1928 : Machinal de Sophie Treadwell, avec Clark Gable
- 1928-1929 : That Ferguson Family d'Howard Chenery
- 1929 : Scarlet Pages de Samuel Shipman et John B. Hymer, avec Elsie Ferguson, Claire Luce
- 1930 : Everything's Jake de Don Marquis, avec Thurston Hall
- 1931 : Rock Me, Julie de Kenneth Raisbeck, avec Paul Muni
- 1932 : Blessed Event de Manuel Seff et Forrest Wilson, avec Isabel Jewell, Herman J. Mankiewicz, Lee Patrick
- 1932 : Best Years de Raymond Van Sickle, avec Katharine Alexander
- 1932 : Black Sheep de, mise en scène et produite par Elmer Rice, avec Mary Philips, Ann Shoemaker
- 1932-1933 : The Show Off de George Kelly, avec (et mise en scène par) Raymond Walburn
- 1933 : For Services rendered de William Somerset Maugham, avec Fay Bainter, Leo G. Carroll, Henry Daniell, Walter Kingsford, Elisabeth Risdon, Jane Wyatt
- 1933-1934 : Murder at the Vanities, comédie musicale, musique de Richard Meyers, lyrics d'Edward Heyman, livret d'Earl Carroll et Rufus King, avec Bela Lugosi
- 1934 : Broomsticks, Amen ! d'Elmer Greenfelder, avec Victor Kilian
- 1934 : Picnic de Gretchen Damrosch, avec Esther Dale, Millard Mitchell
- 1936 : Mid-West de James Hagen, avec John Alexander, Walter Baldwin, Van Heflin, Frank Wilcox
- 1937 : Sun kissed de Raymond Van Sickle, avec Charles Coburn
- 1938 : On borrowed Time de Paul Osborn, d'après Lawrence Edward Watkin, mise en scène par Joshua Logan, avec Frank Conroy
- 1939-1940 : Morning's at Seven de Paul Osborn, mise en scène par Joshua Logan, avec John Alexander, Thomas Chalmers, Russell Collins, Dorothy Gish, Enid Markey
- 1940 : Goodbye in the Night de Jerome Mayer, mise en scène et produite par George Abbott, avec Millard Mitchell
- 1941-1944 : Arsenic et vieilles dentelles (Arsenic and Old Lace) de Joseph Kesselring, mise en scène par Bretaigne Windust, produite par Howard Lindsay et Russel Crouse, avec John Alexander, Josephine Hull, Allyn Joslyn, Boris Karloff, Edgar Stehli
- 1945 : Star-Spangled Family de B. Harrison Orkow, mise en scène par William Castle
- 1945 : The Next Half Hour de Mary Chase, mise en scène par George S. Kaufman, avec Fay Bainter
- 1949-1950 : Histoire de détective (Detective Story) de Sidney Kingsley, avec Ralph Bellamy, Ed Binns, Alexander Scourby, Maureen Stapleton, Joseph Wiseman (adaptation au cinéma en 1951)
- 1950-1951 : Bell, Book and Candle de (et mise en scène par) John Van Druten, avec Rex Harrison, Lilli Palmer, Larry Gates (adaptation au cinéma en 1958)
- 1953 : Les Sorcières de Salem (The Crucible) d'Arthur Miller, avec Arthur Kennedy, Walter Hampden, E. G. Marshall, Beatrice Straight, Joseph Sweeney (adaptation française au cinéma en 1957)

## Filmographie complète
- 1933 : Conseils aux cœurs brisés (Advice to the Lovelorn) d'Alfred L. Werker
- 1944 : Arsenic et Vieilles Dentelles (Arsenic and Old Lace) de Frank Capra
- 1947 : Living in a Big Way de Gregory La Cava
- 1947 : Chansons dans le vent (Something in the Wind) d'Irving Pichel
- 1948 : La Cité sans voiles (The Naked City) de Jules Dassin